# Salts al Campionat del Món de natació de 2003
La competició de salts al Campionat del Món de natació de 2003 es realitza a la Piscina Municipal de Montjuïc (Barcelona).

## Proves
Es realitzen cinc proves, separades en competició masculina i competició femenina:
- trampolí 1 m
- trampolí 3 m
- plataforma 10 m
- trampolí sincronitzat 3 m
- plataforma sincronitzada 10 m

## Resum de medalles

### Categoria masculina
| Event                          | Or                                         | Or     | Plata                                     | Plata  | Bronze                                      | Bronze |
| trampolí 1 m.                  | Xiang Xu (CHN)                             | 431.94 | Wang Kenan (CHN)                          | 412.41 | Joona Puhakka (FIN)                         | 391.26 |
| trampolí 3 m.                  | Aleksandr Dobroskok (RUS)                  | 788.37 | Peng Bo (CHN)                             | 780.84 | Dmitri Saütin (RUS)                         | 776.64 |
| plataforma 10 m.               | Alexandre Despatie (CAN)                   | 716.91 | Mathew Helm (AUS)                         | 697.74 | Tian Liang (CHN)                            | 696.06 |
|                                |                                            |        |                                           |        |                                             |        |
| trampolí 3 m. sincronitzat     | Rússia Aleksandr Dobroskok · Dmitri Saütin | 369.18 | R.P. de la Xina Wang Tianling · Wang Feng | 343.29 | Alemanya Tobias Schellenberg · Andreas Wels | 334.44 |
| plataforma 10 m. sincronitzada | Austràlia Mathew Helm · Robert Newbery     | 384.60 | Ucraïna Roman Volodkov · Anton Zakharov   | 372.60 | R.P. de la Xina Tian Liang · Hu Jia         | 367.14 |

### Categoria femenina
| Event                          | Or                                       | Or     | Plata                                 | Plata  | Bronze                                            | Bronze |
| trampolí 1 m.                  | Irina Lashko                             | 299.97 | Conny Schmalfuss                      | 296.13 | Blythe Hartley                                    | 291.33 |
| trampolí 3 m.                  | Guo Jingjing                             | 617.94 | Yuliya Pakhalina                      | 611.58 | Wu Minxia                                         | 589.80 |
| plataforma 10 m.               | Émilie Heymans                           | 597.45 | Lao Lishi                             | 595.56 | Li Na                                             | 563.43 |
|                                |                                          |        |                                       |        |                                                   |        |
| trampolí 3 m. sincronitzat     | R.P. de la Xina Guo Jingjing · Minxia Wu | 357.30 | Rússia Vera Ilyina · Yuliya Pakhalina | 321.24 | Mèxic Paola Espinosa · Laura Sánchez              | 299.64 |
| plataforma 10 m. sincronitzada | R.P. de la Xina Lao Lishi · Li Ting      | 344.58 | Austràlia Lynda Dackiw · Loudy Tourky | 323.34 | Rússia Evgenya Olshevskaya · Svetlana Timoshinina | 300.12 |

## Medaller
| Posició | País            | Or | Plata | Bronze | Total |
| 1       | R.P. de la Xina | 4  | 4     | 4      | 12    |
| 2       | Rússia          | 2  | 2     | 2      | 6     |
| 3       | Canadà          | 2  | 0     | 1      | 3     |
| 4       | Austràlia       | 2  | 2     | 0      | 4     |
| 5       | Alemanya        | 0  | 1     | 1      | 2     |
| 6       | Ucraïna         | 0  | 1     | 0      | 1     |
| 7       | Finlàndia       | 0  | 0     | 1      | 1     |
| 7       | Mèxic           | 0  | 0     | 1      | 1     |
| Total   | Total           | 10 | 10    | 10     | 30    |